# آنتونی پولینا
آنتونی پولینا (زاده ۱۷ فوریه ۱۹۵۲) یک سیاستمدار آمریکایی است که از سال ۲۰۱۷ به عنوان رئیس حزب مترقی ورمونت خدمت کرده است و از سال ۲۰۱۱ تا ۲۰۲۳ به عنوان عضو سنای ورمونت بوده است. آنتونی پولینا در ریج وود، نیوجرسی در ۱۷ فوریه ۱۹۵۲ به دنیا آمد.   در سال ۱۹۷۷ از کالج ایالتی جانسون با مدرک لیسانس در رشته علوم سیاسی و مطالعات محیطی فارغ‌التحصیل شد. 